# Бандола

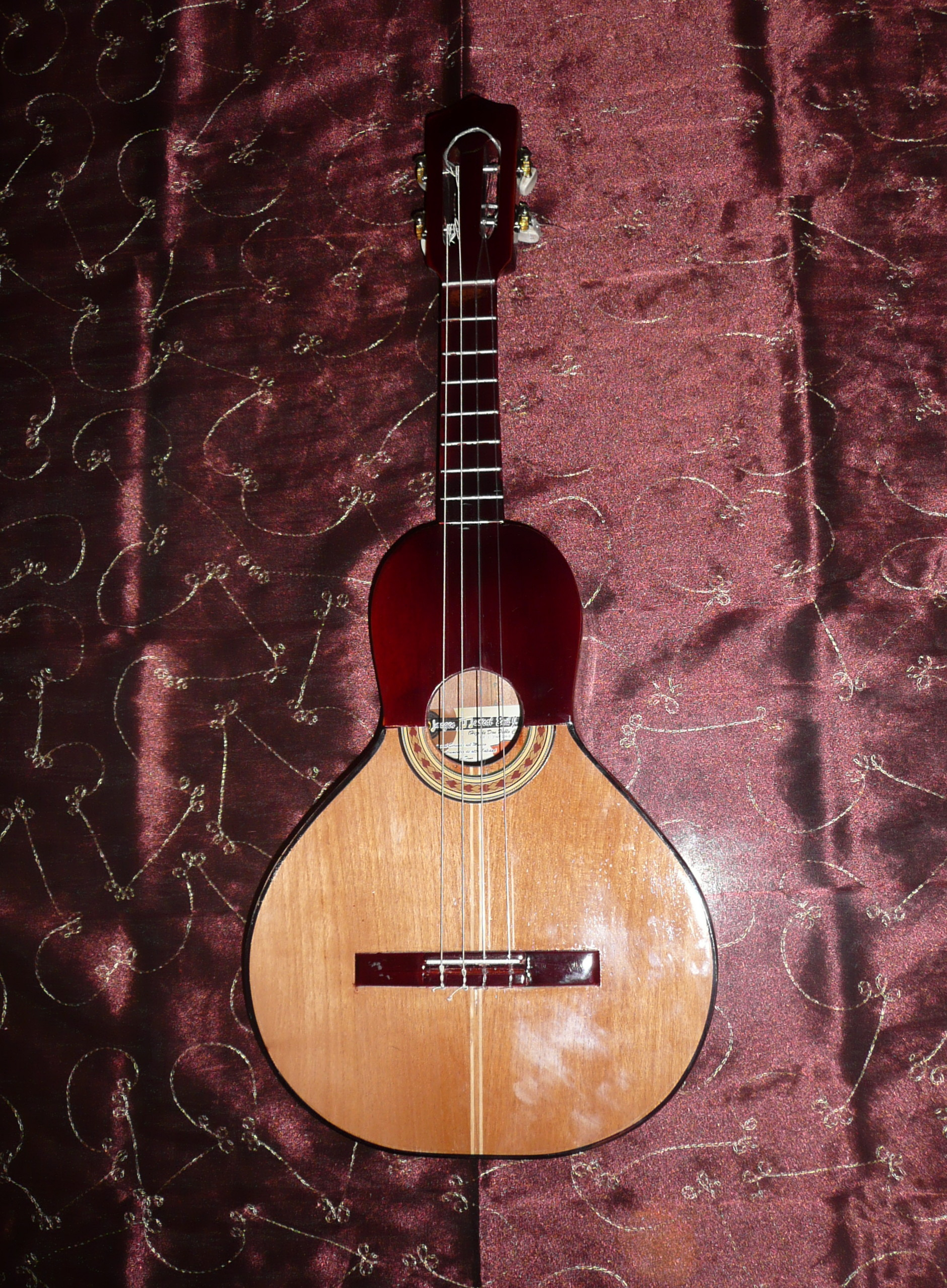
Бандола Льянера

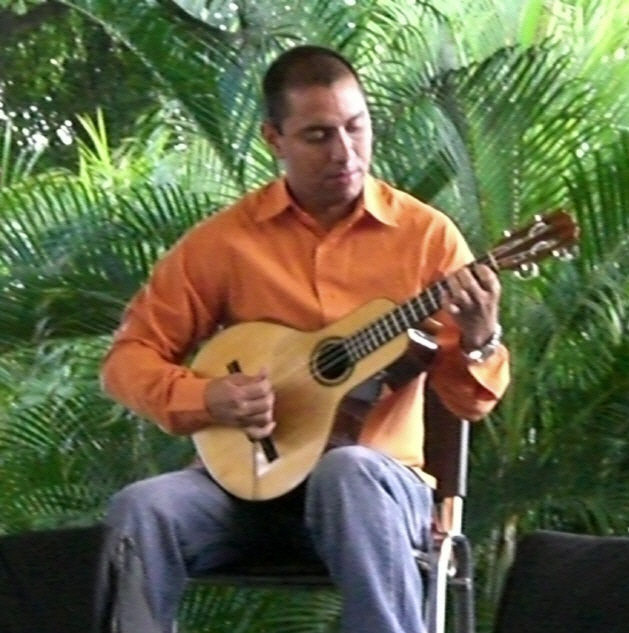
Венесуельський бандолист Мойсес Торреальба

Бандо́ла — це щипковий музичний інструмент, на якому грають за допомогою гнучкого плектра з рогу. Він поширений передусім у Венесуелі та Колумбії й споріднений зі іспанською бандурією.
Бандола виникла з лютні за часів арабського панування в Іспанії. Вона може мати 4, 8, 16 або 18 струн.
Існують три основні типи бандоли:
- Бандола льянера — має 4 струни
- Колумбійська андійська бандола — має від 12 до 18 струн
- Східна бандола — має 8 струн